# ثمار حلواني
ثِمار حَلواني رسامة وكاتبة‌ أطفال لبنانية. درست في الجامعة اللبنانية وتخصصت في رسم النقش، ثم حصلت على درجة الماجستير في الرسوم التوضیحیة من ميلانو بإيطاليا. تعددت مهاراتها في تقنيات الرسم والتوضيح. هي عضوة في جمعية الإمارات للفنون التشكيلية، حيث تقيم بها منذ 2003 بمدينة دبي. وقد رسمت كتبًا مصورًا كثيرًا للأطفال واليافعين، كما لها «بو» و«حكاية خيط» في أدب الأطفال.

## سيرتها
حصلت على شھادة البكالوریس في الفنون الجمیلة، تخصص رسم ونحت، من الجامعة اللبنانية كلية الفنون الجميلة سنة 2000. ثم شھادة الماجستیر في الرسوم التوضیحیة وتنفیذ الكتب المصورة من ميماستر إلاسترازيوني/ Mimaster Illustrazione بمدينة میلانو الإیطالیة سنة 2015. تقيم في الإمارات العربية منذ 2003. حيث حصلت على الإقامة الذهبية فيها.

## مهنتها الفنية
هي عضوة في جمعية الإمارات للفنون التشكيلية في الشارقة منذ 2008، وجمعية الفنانين التشكيليين في لبنان منذ 2004. وتعمل رسامة محترفة لكتب الأطفال في الإمارات. وفي دبي لها مرسمها الخاص، وتنظم جلسات قراءة تفاعلیة لتعلیم الرسم وتألیف القصص بأسلوب متفرد للأطفال. وقد شاركت في العديد من المعارض الفنية لأدب الأطفال في أروبا والإمارات ووطنها، لبنان. وعقدت عدة ورش إبداعیة للأطفال والیافعین وجلسات قرائية في عدة مراكز بالإمارات، وتشارك في المعارض والأنشطة الاجتماعية. وفي عام 2022، تم استضافتها من قبل هيئة الثقافة والفنون في دبي «دبي للثقافة» ضمن برنامج «الفنان المقيم»، لتعرض أعمالها الفنية وتقدم ورش عمل للراغبين.

### في الرسم
تعمل منذ تخرجها كفنانة تشكيلية بالإضافة لعملها كرسامة توضيحية مستقلة لكتب الأطفال. تعتبر نفسها فنانة بصرية، تبتكر مجموعة متنوعة من الرسوم والصور وتستمتع بتجربة مواد وأساليب مختلفة. تعددت مهاراتها الفنية في الرسم، وتخصصت في الرسم بالزيت، والأكريليك، والباستيل، والألوان المائية، وقص الورق، وتستعمل تقنيات مختلفة.

### في أدب الأطفال
شاركت في رسم ما يقارب الأربعة وعشرون كتابًا، حتى صدر كتابها الأول «بو» في 2017 وكان أول قصة لها كمؤلفة ورسامة. تم اختيار «بو» ضمن لائحة الكتب مكتبة الشباب الدولية في ميونخ. و«تعرض القصة فلسفة الحياة، بشكل بسيط وسهل المعاني، فتبين للأطفال بأن كل يوم، هو حلم ينتظر أن يتحقق، ومغامرة تستحق أن تُعاش، وشيء ثمين لكل شخص على هذه الأرض.». تعد أول لبنانية خاضت تجربة الكتب الصامتة، المصور بدون كلمات، مع صدور كتابها «حكاية خيط» في 2019. وهي قصة صامتة حصلت على فكرة كتابتها من زميلتها فاطمة ناصر، وقامت برسمها وقص ورقها.

## جوائزها وتكريمها
- 2013: جائزة تقديرية من مؤسسة الفكر العربي 21 لأفضل رسومات لعام 2013، لكتاب «سمكتي»، عمّان، الأردن.[15]
- 2016: لائحة الشرف عن المجلس الدولي لكتب الشبان، عن رسوم «سمكة حلمت بها»، بولونيا.[16]
- 2017: جائزة اتصالات لكتاب الطفل في فئة أفضل رسوم، عن رسومها لكتاب «شجرة الزيتون» للكاتبة إيفا كوزما.[17][18]
- 2017: جائزة تقديرية من مؤسسة الفكر العربي 21 عن كتابها «الفيل الرسام».[4]
- 2017: درج كتابها «شجرة الزيتون» إلى القائمة القصيرة لجائزة اتصالات لكتاب أدب الطفل، فئة أفضل رسوم.[4]

## آثارها
رسمت كتبًا مصورًا للأطفال والیافعین، منها:
- «أنا وكريم»، فاطمة شرف الدين، 2009 (ردمك 9789953537009)
- «السيارة»، هنادي دية ومنال شمة، 2010 (ردمك 9786144020104)
- «شرطي السير»، هنادي دية ومنال شمة، 2010 (ردمك 9786144020111)
- «عصفور صغير»، جنان حشّاش، 2010 (ردمك 9786144023457)
- «باص المدرسة»، هنادي دية ومنال شمة، 2011 (ردمك 9786144020128)
- «دراجتي الزهرية»، هنادي دية ومنال شمة، 2011 (ردمك 9786144020142)
- «سمكتي»، جنان حشّاش، 2011 (ردمك 9786144024812)
- «هيا نزرع» ، جنان حشّاش، 2011 (ردمك 9786144024164)
- «أرنبي»، جنان حشّاش، 2011 (ردمك 9786144023433)
- «نبتتي في أسبوع»، سناء الطيارة، 2011 (ردمك 9786144022863)
- «هرة صغيرة»،  جنان حشّاش، 2013 (ردمك 9796500397658)
- «أنا أقرأ»، ملاك عُبَيد، 2013  (ردمك 9789948202004)
- «حبة القمح، جنان حشّاش، 2014 (ردمك 9786144026205)
- «العسل المفقود»، رمزي مكاوي، 2014 (ردمك 9789948025290)
- «سمكة حلمت بها»، غيدا اليمن، 2014 (ردمك 9789953373010)
- «الفيل الرسام»، محمد الدرويش، 2015 (ردمك 9786144028407)
- «مركز الإِطفاء»، محمد كاظم جواد، 2015 (ردمك 9786144420249)
- «الغراب والشحرور»، محمد كاظم جواد، 2015 (ردمك 9786144420034)
- «الملاعق»، أميمة علّيق، 2015 (ردمك 9789953598116)
- «اللعبة المدهشة»، سماح أبو بكر عزت، 2015 (ردمك 9789953376516)
- «ماذا سيرتدي الفيل؟»، أمل ناصر، 2016 (ردمك 9789953598550)
- «سلسلة امرح فراشة»، ملاك عبيد، 2016 (ردمك 9789948202462)
- «شجرة الزيتون»، إيفا كوزما، 2018 (ردمك 9789953372495)
- «مقاس 27»، داليا المكاوي، 2019 (ردمك 9786039130840)
- «لم أعد أخاف»، سحر نجا محفوظ، 2020 (ردمك 9789948347682) [21]

من آثارها في أدب الأطفال:
- «بـو»، كتاب مصور، تأليف ورسمها، 2017 (ردمك 9789948025290)
- «حكاية خيط»، كتاب صامت، فاطمة ناصر، 2020 [13]

## وصلات خارجية
- موقعها الرسمي بالإنجليزية